# Fouaz Khaled
Fouaz Khaled (en arabe : فواز خالد) est un footballeur algérien né le 1er avril 1983 à El Eulma dans la wilaya de Sétif. Il évoluait au poste de milieu de terrain.

## Biographie
Fouaz Khaled évoluait en première division algérienne avec les clubs de l'USM Blida, du CA Bordj Bou Arreridj et de l'AS Khroub. Il dispute 80 matchs en inscrivant un but.